# レーシック手術集団感染事件

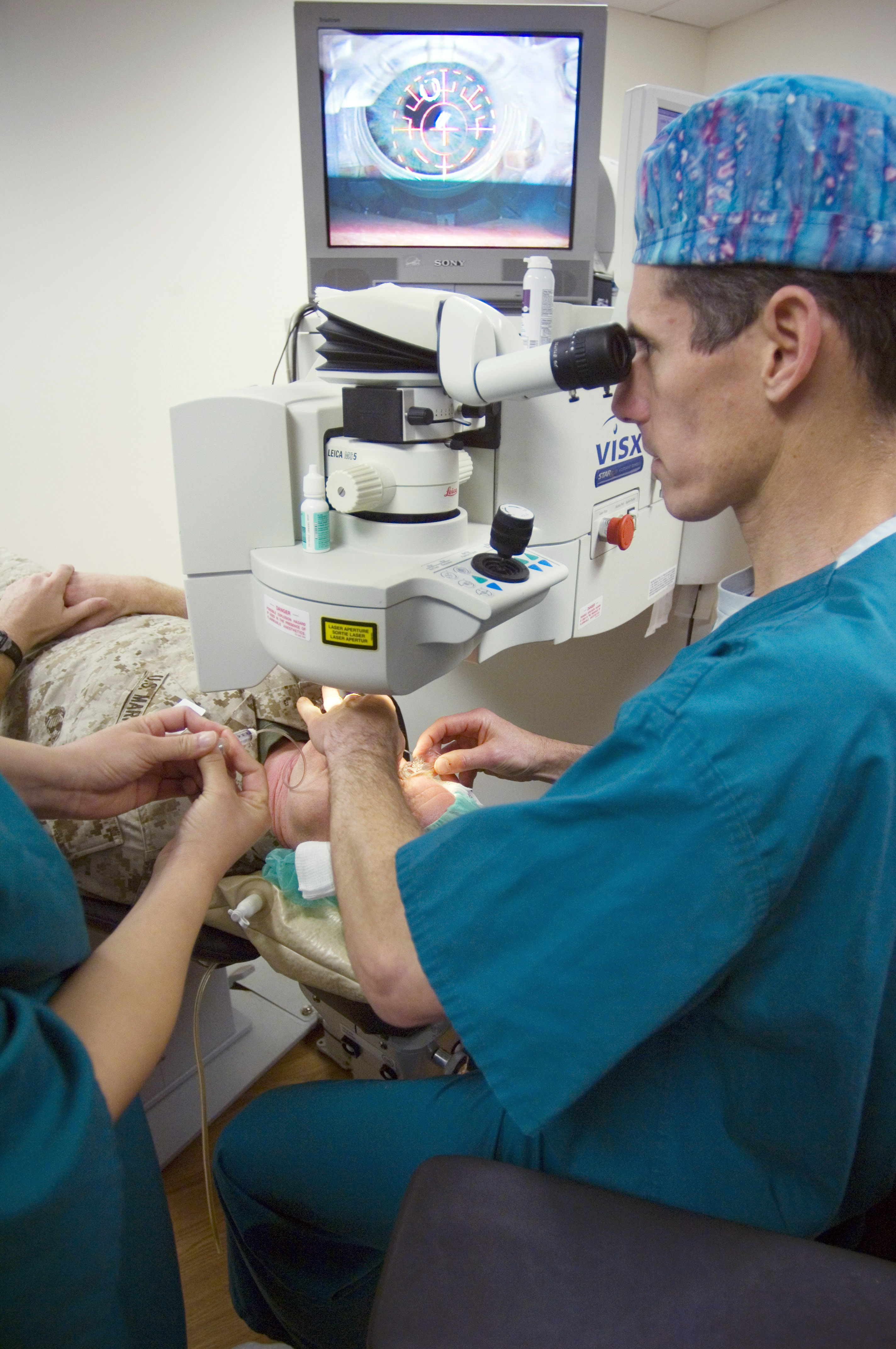
手袋をせずに行われるレーシック手術。本件の判決では医師が手袋をしていなかったことを「眼科医師であれば当然に行うべき最も基本的な注意義務を怠った」ものと認定した。画像は本件の起こった施設ではない。

レーシック手術集団感染事件（レーシックしゅじゅつ しゅうだんかんせんじけん）は、レーシック手術で患者7人に感染症を発症させたとして、医師が罪に問われて起訴された日本の事件である。銀座眼科事件とも称される。

## 概要
2008年9月23日から2009年1月17日にかけて、東京都中央区にある「銀座眼科」でレーシック手術を受けた639人の患者のうち、67人が感染性角膜炎などを発症した。その中には入院した患者も2人いた。
同院では破格の安値でレーシック手術を行っていたが、同院の院長は、経済的利益と施術数を増やしたいなどの理由から時間がかかる洗浄や滅菌などの衛生管理を怠るようになり、使い捨ての器具も使い回すようになった。さらには手術前の手洗いさえも怠り、手袋を装着せずに手術をしていた。
2009年2月に中央区保健所の立ち入り調査で集団感染が発覚したため、警視庁刑事部捜査第一課は業務上過失傷害容疑で元院長の自宅などを家宅捜査、衛生管理に問題があったと見て捜査を開始した。
2010年12月7日、警視庁刑事部捜査第一課は元院長を業務上過失傷害容疑で逮捕した。
2010年12月27日、東京地検は5人に不正乱視など後遺症が出る細菌性角膜炎を発症させたとして院長を業務上過失傷害罪で起訴した。その後、東京地検は別の患者2人に細菌性角膜炎を発症させたとして、業務上過失傷害罪で元院長を追送検・追起訴した。

## 刑事裁判
被害者側の弁護団による思慮によって被害者参加制度の利用が実現し、これが被告人に対する実刑の言い渡しにつながった。
2011年2月25日、東京地裁（室橋雅仁裁判官）で初公判が開かれ、罪状認否で元院長は起訴事実を認めた上で「反省しておわびしたい」と謝罪した。
冒頭陳述で検察側は「本来は手術ごとに交換すべき刃を、経費削減のため複数の患者で使い回していた。高圧蒸気滅菌器を使うべき手術器具も、オゾン水で洗うだけだった」と手術における衛生管理の不手際を指摘した。
2011年9月1日、論告求刑公判が開かれ、検察側は「医師の責務を完全に無視した悪質な犯行。衛生管理を度外視して経済的利益を優先させた」として禁錮3年を求刑した。弁護側は「被害弁償に努める」として寛大な判決を求めて結審した。
2011年9月28日、東京地裁（近藤宏子裁判官）で判決公判が開かれ、裁判官は「被害者は仕事を辞めたり、卒業が遅れて就職先の変更を余儀なくされたりして人生を狂わされた。刑事責任は重い」として禁錮2年の実刑判決を言い渡した。
判決では「被告が多額の負債を抱えていて手術の際に刃の交換や手袋の装着、器具の丁寧な洗浄を行わずに経済的利益を優先させた」と指摘。発症者が出た後も対策を講じず、約3カ月半にわたり被害を拡大させた責任は重いと結論付けた。判決言い渡し後、裁判官は「患者に対する責任感がなぜ欠けてしまったのか改めて考えてほしい」と説諭した。元院長は判決を不服として控訴した。
2012年3月9日、東京高裁（小川正持裁判長）は「経費を惜しんで医療器具を使い回すなど医師としてあるまじき診療態度で酌量の余地はない」として一審・東京地裁の禁錮2年の判決を支持、被告側の控訴を棄却した。その後、禁錮2年の実刑判決が確定した。

## 民事裁判
2009年7月30日、患者のうち50人が元院長に対し約1億3000万円の損害賠償を求めて東京地裁に提訴した。
2009年10月19日、東京地裁（高橋譲裁判長）で第1回口頭弁論が開かれ、元院長は請求棄却を求めた。
2012年7月20日、訴訟外で交渉していた元患者6人を含む60人に対し、元院長側が計約2億6000万円を支払う条件で和解が成立した。

## 関係者の処分
2013年9月18日、厚生労働省は医師・歯科医師19人に対して行政処分を決定した。この処分により医師免許を取り消された4人に本件で実刑判決が確定した元院長が含まれる。